# Edwin August
Edwin August (Saint Louis, 20 novembre 1883 – Hollywood, 4 marzo 1964) è stato un attore, regista e sceneggiatore statunitense che lavorò all'epoca del muto.

## Biografia
Nato nel Missouri, Edwin August apparve in 152 film tra il 1909 e il 1947. Lavorò anche come regista, dirigendo 52 film tra il 1912 e il 1919. Hal August (1890-1918), anche lui attore dei primi anni del cinema, era suo fratello.  I due fratelli apparvero insieme in alcuni film, tra cui The Romance of an Actor (1914).

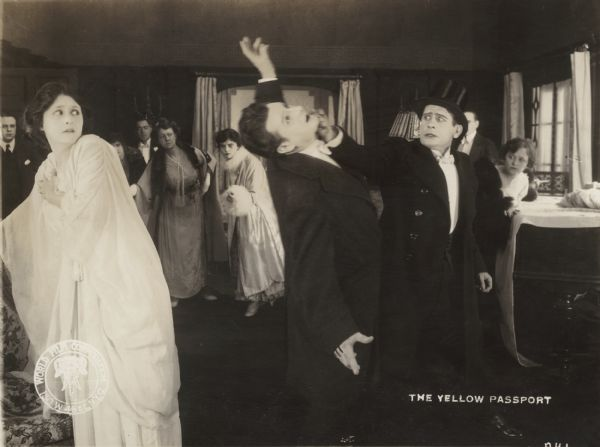
August colpisce John St. Polis davanti a Clara Kimball Young in The Yellow Passport (1919)

Morì a Hollywood nel 1964, all'età di 81 anni. Fu sepolto al Valhalla Memorial Park Cemetery. 

## Filmografia

### Regista

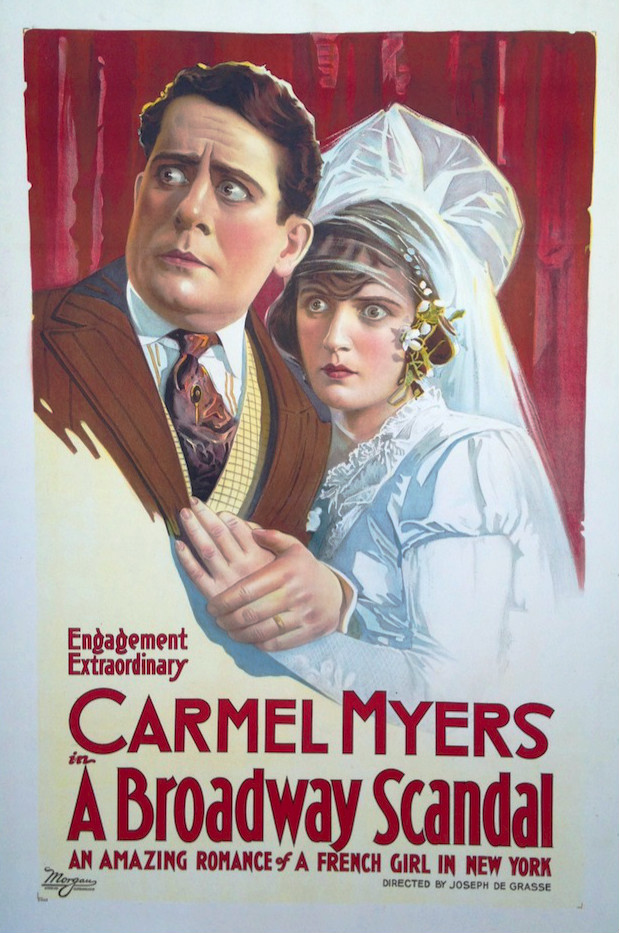
A Broadway Scandal (1918)

- Toys of Destiny – cortometraggio (1912)
- The Tramp Reporter – cortometraggio  (1913)
- The Rugged Coast – cortometraggio (1913)
- Their Mutual Friend – cortometraggio 1913
- His Ideal of Power – cortometraggio (1913)
- Two Sides to the Story – cortometraggio (1913)
- The Law of Compensation – cortometraggio (1913)
- The Curse – cortometraggio (1913)
- The Calling of Louis Mona – cortometraggio (1913)
- Bachelor Bill's Birthday Present – cortometraggio (1913)
- The Violet Bride – cortometraggio (1913)
- His Weakness Conquered – cortometraggio (1913)
- Fate and Three – cortometraggio (1913)
- The Sea Urchin – cortometraggio (1913)
- The Folly of It All – cortometraggio (1913)
- The Reincarnation of a Soul – cortometraggio  (1913)
- In the Cycle of Life – cortometraggio (1913)
- The Blood Red Tape of Charity – cortometraggio (1913)
- The Trap – cortometraggio  (1913)
- The Pilgrim - Messenger of Love – cortometraggio (1913)
- Through Barriers of Fire – cortometraggio (1913)
- A Man in the World of Men – cortometraggio (1913)
- The Lesson the Children Taught – cortometraggio (1913)
- A Stolen Identity – cortometraggio (1913)
- A Seaside Samaritan – cortometraggio (1913)
- His Own Blood – cortometraggio (1913)
- What Happened to Freckles – cortometraggio (1913)
- The Unhappy Pair – cortometraggio (1913)
- An Evil of the Slums – cortometraggio (1914)
- Them Ol' Letters – cortometraggio (1914)
- Trust Begets Trust – cortometraggio (1914)
- A Coincidental Bridegroom – cortometraggio (1914)
- Into the Lion's Pit – cortometraggio (1914)
- Withered Hands – cortometraggio (1914)
- My Mother's Irish Shawls – cortometraggio (1914)
- The Hand That Rules the World – cortometraggio (1914)
- The Faith of Two – cortometraggio (1914)
- Hands Invisible – cortometraggio (1914)
- The Romance of an Actor – cortometraggio (1914)
- Pitfalls – cortometraggio (1914)
- The Taint of an Alien – cortometraggio (1914)
- The Two Gun Man – cortometraggio (1914)
- The Great Secret, regia di Edwin August – cortometraggio (1914)
- The Hoosier Schoolmaster, co-regia di Max Figman (1914)
- A Double Haul – cortometraggio (1914)
- The Bomb Throwers – cortometraggio (1915)
- Evidence (1915)
- Bondwomen (1915)
- The Yellow Passport (1916)
- The Social Highwayman (1916)
- The Perils of Divorce (1916)
- His Promise – cortometraggio (1916)
- The Summer Girl (1916)
- The Missing Wallet – cortometraggio (1917)
- The Poison Pen (1919)

### Sceneggiatore
- The Manicure Lady, regia di Mack Sennett  (1911)
- Bearded Youth, regia di Henry Lehrman, Mack Sennett (1911)
- The Baron, regia di Mack Sennett (1911)
- In a Roman Garden, regia di Donald MacDonald (1913)
- The Spell, regia di Rollin S. Sturgeon (1913)
- The Blood Red Tape of Charity, regia di Edwin August (1913)
- A Stolen Identity, regia di Edwin August (1913)
- Evidence, regia di Edwin August (1915)
- Bondwomen, regia di Edwin August (1915)
- The Yellow Passport, regia di Edwin August  (1916)
- The Poison Pen, regia di Edwin August  (1919)

### Attore

#### 1909
- The Welcome Burglar, regia di D.W. Griffith 1909
- The Lure of the Gown, regia di D.W. Griffith (1909)
- The Son's Return, regia di D.W. Griffith  (1909)
- The Cardinal's Conspiracy, regia di D.W. Griffith  (1909)
- The Renunciation, regia di D.W. Griffith (1909)
- Getting Even, regia di D.W. Griffith  (1909)

#### 1910
- A Child's Impulse, regia di D.W. Griffith  (1910)
- The Little Fiddler, regia (1910)
- The Stars and Stripes, regia di J. Searle Dawley  (1910)
- With Bridges Burned (1910)
- The House with Closed Shutters, regia di D.W. Griffith (1910)
- Love and the Law, regia di Edwin S. Porter (1910)
- Muggsy Becomes a Hero, regia di Frank Powell (1910)
- The Big Scoop, regia di Frank McGlynn Sr. (1910)
- The Song That Reached His Heart, regia di J. Searle Dawley (1910)
- The Message of the Violin, regia di D.W. Griffith (1910)
- Waiter No. 5, regia di D.W. Griffith  (1910)
- The Fugitive, regia di D.W. Griffith  (1910)
- Simple Charity, regia di D.W. Griffith   (1910)
- Into the Jaws of Death  (1910)
- A Child's Stratagem, regia di D.W. Griffith  (1910)
- Happy Jack, a Hero, regia di Frank Powell (1910)
- The Golden Supper, regia di David Wark Griffith (1910)
- White Roses co-regia Frank Powell e D.W. Griffith (1910)
- Winning Back His Love, regia di D.W. Griffith (1910)

#### 1911
- Fate's Turning, regia di D.W. Griffith (1911)
- A Wreath of Orange Blossoms, regia di D.W. Griffith  (1911)
- His Daughter, regia di D.W. Griffith (1911)
- Conscience, regia di D.W. Griffith (1911)
- Madame Rex, regia di D.W. Griffith (1911)
- The Smile of a Child, regia  di D.W. Griffith  (1911)
- A Country Cupid, regia di D.W. Griffith (1911)
- Out from the Shadow, regia di D.W. Griffith (1911)
- The Ruling Passion, regia di D.W. Griffith (1911)
- The Rose of Kentucky, regia di D.W. Griffith  (1911)
- The Stuff Heroes Are Made Of, regia di D.W. Griffith (1911)
- The Squaw's Love, regia di D.W. Griffith  (1911)
- The Revenue Man and the Girl, regia di D.W. Griffith (1911)
- Her Awakening, regia di D.W. Griffith (1911)
- The Making of a Man, regia di David W. Griffith (1911)
- Italian Blood, regia di D.W. Griffith (1911)
- The Long Road, regia di D.W. Griffith  (1911)
- The Battle, regia di D.W. Griffith (1911)
- The Trail of Books, regia di D.W. Griffith (1911)
- Through Darkened Vales, regia di D.W. Griffith (1911)
- The Failure, regia di David W. Griffith (1911)
- The Voice of the Child, regia di D.W. Griffith  (1911)

#### 1912
- A Tale of the Wilderness, regia di D. W. Griffith  (1912)
- The Eternal Mother, regia di David W. Griffith (1912)
- The Old Bookkeeper, regia di D.W. Griffith (1912)
- A Blot on the 'Scutcheon, regia di D.W. Griffith (1912)
- Under Burning Skies, regia di D.W. Griffith (1912)
- The Girl and Her Trust, regia di D.W. Griffith (1912)
- Her Uncle John (1912)
- Those Hicksville Boys, regia di Mack Sennett (1912)
- Oh, Those Eyes, regia di Mack Sennett (1912)
- Fate's Interception, regia di D.W. Griffith (1912)
- One Is Business, the Other Crime, regia di D.W. Griffith (1912)
- The Lesser Evil, regia di D.W. Griffith (1912)
- The Old Actor, regia di D.W. Griffith (1912)
- When the Fire-Bells Rang, regia di Mack Sennett (1912)
- His Lesson, regia di D.W. Griffith (1912)
- When Kings Were the Law, regia di D.W. Griffith (1912)
- A Beast at Bay, regia di D.W. Griffith (1912)
- Lena and the Geese, regia di D.W. Griffith (1912)
- The School Teacher and the Waif, regia di D.W. Griffith (1912)
- The Sands of Dee, regia di D.W. Griffith (1912)
- His Madonna, regia di Frank Powell (1912)
- Dora, regia di Frank Powell (1912)
- A Child's Remorse, regia di D.W. Griffith (1912)
- The Burglar and the Rose (1912)
- His Life (1912)
- The Players (1912)
- At the Rainbow's End (1912)
- The Good for Nothing, regia di Lloyd B. Carleton (1912)
- Satin and Gingham
- Twixt Love and Ambition
- The Crooked Path (1912)
- When Love Leads, regia di Lloyd B. Carleton – cortometraggio (1912)
- The Mountebank's Daughter (1912)
- Toys of Destiny, regia di Edwin August (1912)
- A Mother's Strategy (1912)

#### 1913
- Wheels of Fate (1913)
- The Tramp Reporter, regia di Edwin August (1913)
- On Burning Sands, regia di J. Farrell MacDonald (1913)
- The Rugged Coast, regia di Edwin August (1913)
- Their Mutual Friend, regia di Edwin August (1913)
- His Ideal of Power, regia di Edwin August (1913)
- Two Sides to the Story, regia di Edwin August (1913)
- The Law of Compensation, regia di Edwin August (1913)
- In a Roman Garden, regia di Donald MacDonald (come Donald McDonald) (1913)
- The Curse, regia di Edwin August (1913)
- The Calling of Louis Mona, regia di Edwin August (1913)
- Bachelor Bill's Birthday Present, regia di Edwin August (1913)
- The End of the Quest (1913)
- The Sea Maiden, regia di Rollin S. Sturgeon (1913)
- The Violet Bride, regia di Edwin August (1913)
- His Weakness Conquered, regia di Edwin August (1913)
- The Actor (1913)
- The Spell, regia di Rollin S. Sturgeon (1913)
- The Courage of the Commonplace, regia di Rollin S. Sturgeon (1913)
- Fate and Three, regia di Edwin August (1913)
- The Heart of a Heathen (1913)
- The Folly of It All, regia di Edwin August (1913)
- His Lordship Billy Smoke, regia di Robert Thornby (come R.T. Thornby) (1913)
- The Reincarnation of a Soul, regia di Edwin August (1913)
- In the Cycle of Life, regia di Edwin August (1913)
- The Blood Red Tape of Charity, regia di Edwin August (1913)
- The Pilgrim -- Messenger of Love, regia di Edwin August (1913)
- Through Barriers of Fire, regia di Edwin August (1913)
- A Man in the World of Men, regia di Edwin August (1913)
- The Lesson the Children Taught, regia di Edwin August (1913)
- The Detective's Stratagem (1913)
- A Stolen Identity, regia di Edwin August (1913)
- A Seaside Samaritan, regia di Edwin August (1913)
- His Own Blood, regia di Edwin August (1913)
- The Unhappy Pair, regia di Edwin August (1913)

#### 1914
- An Evil of the Slums, regia di Edwin August (1914)
- Them Ol' Letters, regia di Edwin August (1914)
- Trust Begets Trust, regia di Edwin August (1914)
- Waifs, regia di D.W. Griffith (1914)
- The Poolroom (1914)
- A Coincidental Bridegroom, regia di Edwin August (1914)
- Into the Lion's Pit, regia di Edwin August (1914)
- Withered Hands, regia di Edwin August (1914)
- My Mother's Irish Shawls, regia di Edwin August (1914)
- Silent Trails, regia di Rollin S. Sturgeon (1914)
- Hand That Rules the World, regia di Edwin August (1914)
- The Faith of Two, regia di Edwin August (1914)
- Hands Invisible, regia di Edwin August (1914)
- The Romance of an Actor, regia di Edwin August (1914)
- Pitfalls, regia di Edwin August (1914)
- The Taint of an Alien, regia di Edwin August (1914)
- Old California, regia di Robert Thornby (1914)
- Brute Force, regia di D.W. Griffith (1914)
- The Two Gun Man, regia di Edwin August (1914)
- The Awakening, regia di William Desmond Taylor (1914)
- The Great Secret, regia di Edwin August – cortometraggio (1914)
- A Double Haul, regia di Edwin August (1914)
- The Hoosier Schoolmaster, regia di Edwin August e Max Figman (1914)
- A Strange Adventure (1914)

#### 1915
- When It Strikes Home, regia di Perry N. Vekroff (1915)
- The Law of Nature (1915)
- Canned Curiosity, regia di Edwin August e Ruth Blair (1915)
- His Wife's Past (1915)
- The Bomb Throwers, regia di Edwin August (1915)
- Evidence, regia di Edwin August (1915)

#### 1916
- The Yellow Passport, regia di Edwin August (1916)
- The Social Highwayman, regia di Edwin August (1916)
- His Promise, regia di Edwin August (1916)
- The Folly of Fear (1916)

#### 1917
- The Missing Wallet, regia di Edwin August (1917)
- A Tale of Two Nations (1917)

#### 1918
- The Lion's Claws, regia di Harry Harvey e Jacques Jaccard (1918)
- A Broadway Scandal, regia di Joseph De Grasse (1918)
- The Mortgaged Wife, regia di Allen Holubar (1918)
- The City of Tears, regia di Elsie Jane Wilson (1918)

#### Anni venti
- The Idol of the North, regia di Roy William Neill (1921)
- The Blonde Vampire, regia di Wray Bartlett Physioc (1922)
- Scandal Street, regia di Whitman Bennett (1925)
- L'ultimo viaggio (Side Street), regia di Malcolm St. Clair (1929)

#### Anni trenta
- Romance of the West, regia di John Tansey, Robert Emmett Tansey (come Robert Tansey) (1930)
- Orchids to You, regia di William A. Seiter (1935)
- Ambizione (Come and Get It), regia di Howard Hawks e Richard Rosson (1936)
- Le cinque schiave (Marked Woman), regia di Lloyd Bacon e, non accreditato, Michael Curtiz (1937)
- Safety in Numbers, regia di Malcolm St. Clair (1938)
- Allora la sposo io (The Rage of Paris), regia di Henry Koster (1938)
- Quando donna vuole (Youth Takes a Fling), regia di Archie Mayo (1938)
- Mr. Smith va a Washington (Mr. Smith Goes to Washington), regia di Frank Capra (1939)

#### Anni quaranta
- L'orgoglio degli Amberson (The Magnificent Ambersons), regia di Orson Welles (1942)
- Over My Dead Body, regia di Malcolm St. Clair (1942)
- La dama e l'avventuriero (Mr. Lucky), regia di H.C. Potter (1943)
- Il canto dell'uomo ombra (Song of the Thin Man), regia di Edward Buzzell (1947)
- Re in esilio (The Exile), regia di Max Ophüls (1947)